# Хосе Мануель Морено
Хосе Мануель Морено (ісп. José Manuel Moreno, нар. 3 серпня 1916, Буенос-Айрес — пом. 26 серпня 1978, Буенос-Айрес) — аргентинський футболіст, що грав на позиції півзахисника, нападника. Виступав, зокрема, за клуб «Рівер Плейт», а також національну збірну Аргентини.
За опитуванням МФФІІС, він займає 25-те місце серед найкращих футболістів XX століття і 5-те в Південній Америці. Перший футболіст, який став переможцем чемпіонатів 4 різних країн. Займає 3-тє місце за загальною кількістю м'ячів на чемпіонатах Південної Америки — 13 голів. Займає 13-те місце за загальною кількістю голів у чемпіонаті Аргентини. Займає 4-те місце за кількістю м'ячів за «Рівер Плейт» — 179 голів. Автор 500-го голу в чемпіонатах Південної Америки.
«Чарро — найкращий футболіст, що я бачив у своєму житті». Адольфо Педернера

## Біографія
Хосе Мануель Морено народився в Буенос-Айресі, на вулиці Брандсен району «La Boca», в околицях стадіону «Бомбонера», на якому виступав клуб «Бока Хуніорс», за який Морено вболівав з дитинства. Сім'я була небагатою, тому Морено почав з юних років працювати, працюючи в портовій пральні, яка обслуговувала моряків з іноземних суден. Одного разу він побачив двох гравців «Боки»,, Роберто Черро і Домінго Тарасконі, вони здалися Морено схожими на артистів, він сказав: «Я хочу бути, як вони». Морено почав кар'єру в команді Коледжу Сан-Хуан Євангеліста, де навчався, а потім, у віці 14 років, почав грати за молодіжний клуб «Естрела де Брандсен». У віці 15 років Морено пішов на перегляд в «Боку». Однак на перегляді, незважаючи на 2 забитих Морено голи, тренер 5-го складу «Боки» не захотів прийняти в свій клуб форварда, після чого, згідно з архівами Аргентинської футбольної асоціації, Морено сказав: «Через деякий час ви пошкодуєте про це, ось побачите».

### «Рівер Плейт»

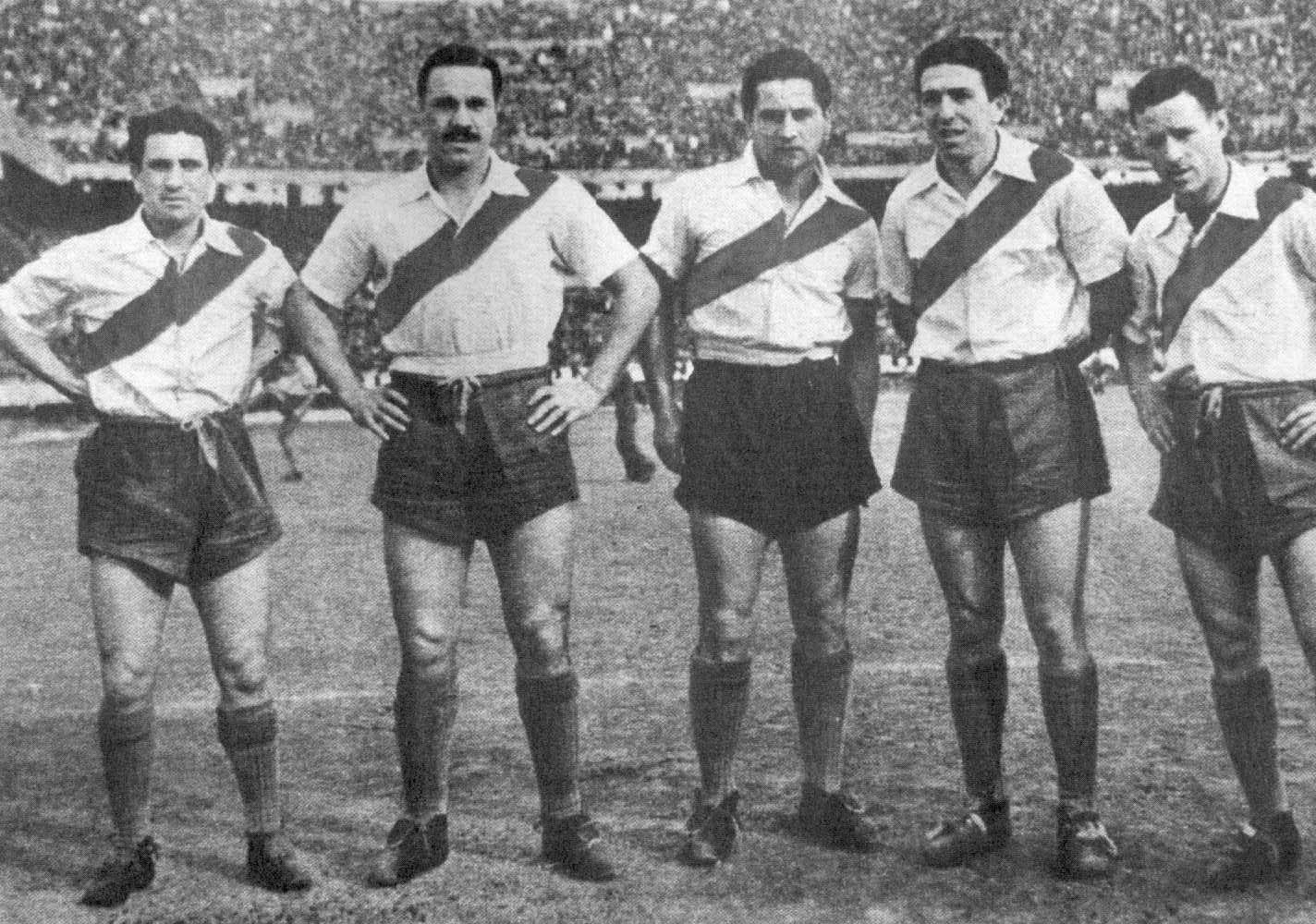
La Máquina. Зліва направо: Муньос, Морено, Педернера, Лабруна, Лусто

Через кілька днів після відмови «Боки» Морено влаштувався працювати копіювальником архіву видавництва «Атлантида», який друкував журнал «El Gráfico». Там Морено зміг познайомитися з Тіто Санчесом, що мав зв'язки в клубі «Рівер Плейт», який був головним суперником «Боки». Завдяки йому Хосе Мануель потрапив в 5-ту команду «Рівер Плейта», залишивши захоплення танго і боксом, через який у Морено був зламаний ніс. У віці 18 років Морено разом з кількома молодими гравцями «Рівера» був відібраний тренером Емеріко Хіршлем для турне по Бразилії, на якому вийшов на поле у матчі з «Ботафого» і забив гол. У наступній грі з клубом «Васко да Гама» «Рівер» знову переміг, 5:1, а Морено знову забив гол.
17 березня 1935 року Морено дебютував в офіційній грі за «Рівер» в матчі з «Платенсе», де забив гол, а його команда перемогла 2:1. На наступний рік він став гравцем основного складу клубу, виступаючи на позиції лівого нападника, з постійними переміщеннями в центр поля і на фланг нападу. Ту команду «Рівера» називали «машина» (ісп. La Máquina) через манеру гри п'ятірки нападу: Карлоса Пеусельє, Ренато Чезаріні, Бернабе Феррейри, Адольфо Педернери і Хосе Морено, який був наймолодшим серед них (пізніше вона виглядала як Хуан Карлос Муньйос, Хосе Морено, Адольфо Педернера, Анхель Лабруна і Фелікс Лусто). «Рівер Плейт» домінував в аргентинському футболі в кінці 1930-х — першій половині 1940-х років, вигравши чотири чемпіонські титули і чотири рази ставши віце-чемпіоном. 1939 року Морено здійснив неспортивний вчинок, був вилучений з поля і дискваліфікований на тривалий строк, але профспілка професійних футболістів Аргентини оголосила страйк, і дискваліфікацію зняли. У тому ж році в клуб прийшов молодий футболіст, Анхель Лабруна, який також виступав на позиції лівого центрального нападника. Через нього Морено був змушений перейти на правий фланг атаки і його гольова результативність істотно знизилася.

### Мексика, Чилі, Уругвай

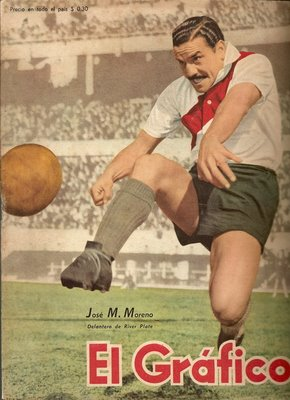
Морено в 1941 році

У серпні 1944 року Морено перейшов у мексиканський клуб «Реал Еспанья», що виступав у щойно утвореній професійній Мексиканській першій лізі. Коли в матчах, в яких Морено був на трибунах, «Еспанья» перемогла у фіналі Кубку Мексики «Атланте» з рахунком 6:2, а потім у чемпіонаті «Астурію» 5:2, то Морено в газеті пообіцяв: «Якщо ми з такою командою не станемо чемпіонами, я обіцяю рік грати без зарплати». Його клуб виграв чемпіонат Мексики, набравши 79 % можливих очок, а його головними зірками були Морено і півзахисник Луїс де ла Фуенте, які подружилися і поза футболом, Енріке Гарсія, який став партнером Морено по нападу і баскський центрфорвард Ісідро Лангара. У Мексиці Морено отримав прізвисько «El Charro», яким називають найкращих ковбоїв Мексики. В кінці 1946 року Морено був змушений виїхати з Мексики і продовжити виступати за «Рівер» (багато аргентинських футболістів охоче залишали свої клуби і, незважаючи на контракт, виїжджали в Мексику грати, так як умови там були краще і зарплата вище, а ФІФА у умовах Другої світової війни у Європі не могла встежити за переходами в Латинській Америці), який мав чинний контракт з Морено.
У першому матчі за «Рівер» після повернення, проти «Феррокаріль Оесте», Морено забив 3 голи. Морено провів з «Рівером» кінцівку чемпіонату 1946, в якому його клуб став чемпіоном Аргентини, виступаючи разом з молодим футболістом Альфредо Ді Стефано, який пізніше з вдячністю згадував Морено. У наступному році Морено взяв участь у бійці, коли почав захищати арбітра матчу від уболівальників суперника «Рівера», клубу «Естудьянтес», що напали на суддю. У тому ж році Морено отримав каменем від уболівальників клубу «Тигре», Ді Стефано запитав Морено, чи потрібна йому допомога, а Хосе Мануель сказав: «Малюк, послухай мене уважно. Якщо гравець вийшов на поле, то він не покине його з власної волі, і це добре, тому що, в іншому випадку, він (як гравець) мертвий». Цей епізод мав сильний вплив на Ді Стефано, який ніколи не йшов з поля, як би сильно його не били.
У 1948 році страйк профспілки футболістів, які вимагали підвищення зарплат і поліпшення умов праці, змусив багатьох виїхати на заробітки в інші країни. Свій останній матч за «Рівер» Морено провів 11 грудня 1948 року проти «Індепендьєнте», в якому клуб Морено програв 3:4 (ця гра стала 321-ю для Морено у футболці клубу). Хуан Мануель поїхав у Чилі грати за «Універсідад Католіка», який заплатив за трансфер форварда 1,5 млн чилійських песо, у складі якого став чемпіоном Чилі. Через рік він повернувся до Аргентини грати за «Боку Хуніорс» («Рівер» не хотів бачити у своєму складі футболіста, який одного разу вже покинув клуб). «Бока» перед останнім туром знаходилася близько до «зони вильоту», і їй була необхідна перемога, щоб не вилетіти у другий аргентинський дивізіон. Морено впорався з цим завданням, а в 1950 році зайняв з командою 2-е місце в чемпіонаті Аргентини. Потім Морено знову грав за «Універсідад», потім за клуб першої ліги чемпіонату Уругваю «Дефенсор Спортінг», «Феррокаріль Оесте».

### Колумбія

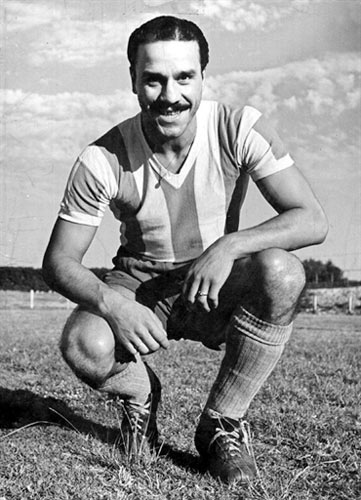
Хосе Морено

У 1954 році Морено поїхав грати у Колумбію за клуб «Індепендьєнте Медельїн». Свій перший матч за цей клуб він провів 24 лютого 1954 року у матчі з «Бокою Хуніорс» з міста Калі, в якому клуб Морено переміг 4:0. У наступному році він вніс вагомий внесок у те, щоб клуб став чемпіоном, вигравши суперництво з клубом «Мільйонаріос» («Медельїн» обійшов «Мільйонаріос» на 5 очок і став чемпіоном за 3 тури до кінця чемпіонату), де грали колишні партнери Морено за «Рівера» Педернера і Ді Стефано. Ця перемога дозволила Морено стати чемпіоном в четвертій країні, що до того не вдавалося нікому. У 1956 році Морено закінчив кар'єру, ненадовго повернувшись на поле в сезоні 1960/61 як граючий тренер медельїнського клубу.
Прощальний матч Морено провів 14 травня 1961 року, у віці 44 років і 9 місяців, проти «Боки Хуніорс», в ньому «Індепендьєнте» був розгромлений з рахунком 2:5, обидва м'ячі у колумбійців забив Морено. За кілька хвилин до кінця матчу Морено підняв руки і покинув поле, публіка не знала, що це був жест прощання з футболом. Після цього матчу для Морено було влаштовано вшанування, де його вітали керівники клубу та партнери по команді.

### Збірна

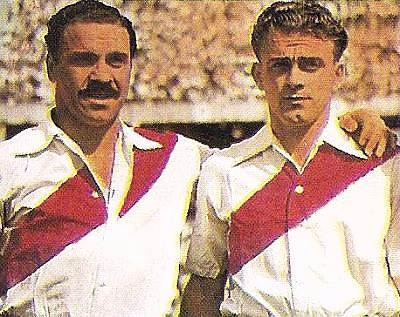
Морено і Ді Стефано

Морено дебютував у національній команді 9 серпня 1936 року проти збірної Уругваю, виграному аргентинцями 1:0. Однак на чемпіонат Південної Америки 1937 року Морено узятий не був, на турнір поїхали ветерани Роберто Черро і Алехандро Скопеллі. Після першості Морено все ж зміг завоювати місце в складі збірної, коли 10 жовтня 1937 року забив гол у ворота Уругваю на Кубку Ньютона, а його збірна перемогла 3:0. У 1938 році аргентинці не поїхали на чемпіонат світу через незадоволення процедурою відбіркового турніру.
Морено брав участь у трьох чемпіонатах Південної Америки. У 1941 році він виграв у складі команди титул чемпіона Південної Америки. У 1942 році Аргентина посіла друге місце, програвши у фіналі Уругваю. Однак у самому турнірі «селеста» виглядала дуже сильно, в одному з матчів розгромивши Еквадор з рахунком 12:0, а Морено у тій грі забив 5 м'ячів, один з яких став 500-м голом в історії турніру. Усього на тому турнірі він забив 7 м'ячів, ставши, разом з партнером по команді Ермініо Масантоніо, найкращим бомбардиром першості. На першості 1947 року Хосе був визнаний найкращим гравцем турніру.
Останній матч за збірну Морено провів 29 березня 1950 року на Кубок Чевальєра Боутеля з Парагваєм, де аргентинці перемогли 4:0. Всього за національну команду Морено провів 34 матчі, забивши 19 м'ячів.

## Після кар'єри
Морено пробував себе на тренерському терені, але успіхів не домігся, хоча і керував національною збірною Аргентини на розіграші Кубка Америки 1959 року в Еквадорі, де разом із командою здобув «срібло». Також працював технічним директором клубів «Бока Хуніорс» (1959) і «Рівер Плейт» (1962). Він одружився з актрисою Полі Алонсо, дочкою співачки танго, і з її допомогою знявся в декількох фільмах і навіть спробував себе в ролі режисера. Останні роки життя Морено тяжко хворів через проблем з печінкою, викликаних його надмірною любов'ю до нічного життя, алкоголю та сигар.
Помер Морено 26 серпня 1978 року у віці 62-х років та 23 днів у Партідо де Мерло (провінція Буенос-Айрес), внаслідок печінкової недостатності, через яку він за 4 дні до цього впав у кому. Стадіон клубу «Депортіво Мерло», який він тренував перед смертю, був названий його ім'ям, а прізвиськом команди стало Los Charros (Наїзники).

## Клуби
| Статистика виступів Морено за клуби | Статистика виступів Морено за клуби | Статистика виступів Морено за клуби | Статистика виступів Морено за клуби | Статистика виступів Морено за клуби |
| Сезон                               | Ліга                                | Клуб                                | Ігри                                | Голи                                |
| ----------------------------------- | ----------------------------------- | ----------------------------------- | ----------------------------------- | ----------------------------------- |
| 1935                                | Прімера                             | Рівер Плейт                         | 20                                  | 6                                   |
| 1936                                | Прімера                             | Рівер Плейт                         | 33                                  | 24                                  |
| 1937                                | Прімера                             | Рівер Плейт                         | 31                                  | 32                                  |
| 1938                                | Прімера                             | Рівер Плейт                         | 31                                  | 24                                  |
| 1939                                | Прімера                             | Рівер Плейт                         | 24                                  | 20                                  |
| 1940                                | Прімера                             | Рівер Плейт                         | 33                                  | 16                                  |
| 1941                                | Прімера                             | Рівер Плейт                         | 28                                  | 14                                  |
| 1942                                | Прімера                             | Рівер Плейт                         | 28                                  | 10                                  |
| 1943                                | Прімера                             | Рівер Плейт                         | 22                                  | 6                                   |
| 1944                                | Прімера                             | Рівер Плейт                         | 6                                   | 4                                   |
| 1944/45                             | Прімера                             | Реал Еспанья                        | 21                                  | 7                                   |
| 1945/46                             | Прімера                             | Реал Еспанья                        | 20                                  | 4                                   |
| 1946                                | Прімера                             | Рівер Плейт                         | 13                                  | 8                                   |
| 1947                                | Прімера                             | Рівер Плейт                         | 28                                  | 10                                  |
| 1948                                | Прімера                             | Рівер Плейт                         | 23                                  | 6                                   |
| 1949                                | Прімера                             | Універсідад Католіка                | 22                                  | 8                                   |
| 1950                                | Прімера                             | Бока Хуніорс                        | 22                                  | 6                                   |
| 1951                                | Прімера                             | Універсідад Католіка                | 12                                  | 2                                   |
| 1952                                | Прімера                             | Дефенсор Спортінг                   | 14                                  | 3                                   |
| 1953                                | Прімера                             | Феррокаріль Оесте                   | 15                                  | 1                                   |
| 1954                                | Кубок Мустанг                       | Індепендьєнте Медельїн              | 12                                  | 3                                   |
| 1955                                | Кубок Мустанг                       | Індепендьєнте Медельїн              | 13                                  | 3                                   |
| 1956                                | Кубок Мустанг                       | Індепендьєнте Медельїн              | 15                                  | 6                                   |
| 1960                                | Кубок Мустанг                       | Індепендьєнте Медельїн              | 2                                   | 0                                   |
| 1961                                | Кубок Мустанг                       | Індепендьєнте Медельїн              | 1                                   | 1                                   |
| Всього                              | 523                                 | 243                                 |                                     |                                     |

## Титули і досягнення

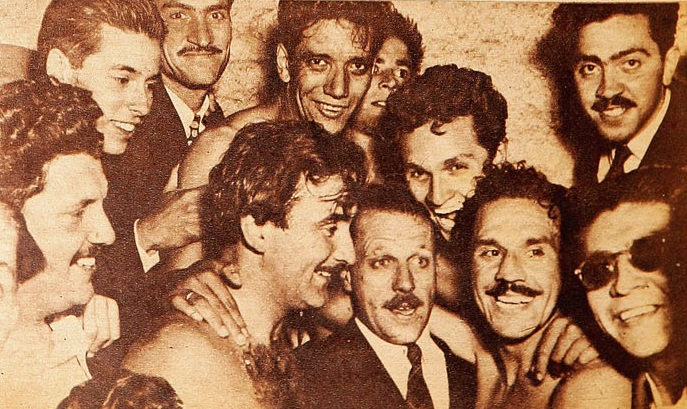
Морено на святкуванні перемоги в чемпіонаті Чилі в 1949 році

### Командні
Гравець
- Чемпіон Аргентини (5): 1936, 1937, 1941, 1942, 1947
- Чемпіон Південної Америки (2): 1941, 1947
- Срібний призер Чемпіонату Південної Америки: 1942
- Чемпіон Мексики (1): 1945
- Чемпіон Чилі (1): 1949
- Чемпіон Колумбії (1): 1955

Тренер
- Срібний призер Чемпіонату Південної Америки: 1959 (Еквадор)

### Особисті
- Найкращий бомбардир чемпіонату Південної Америки: 1942 (7 м'ячів)
- Найкращий гравець чемпіонату Південної Америки: 1947